# Norbert Kaczmarczyk

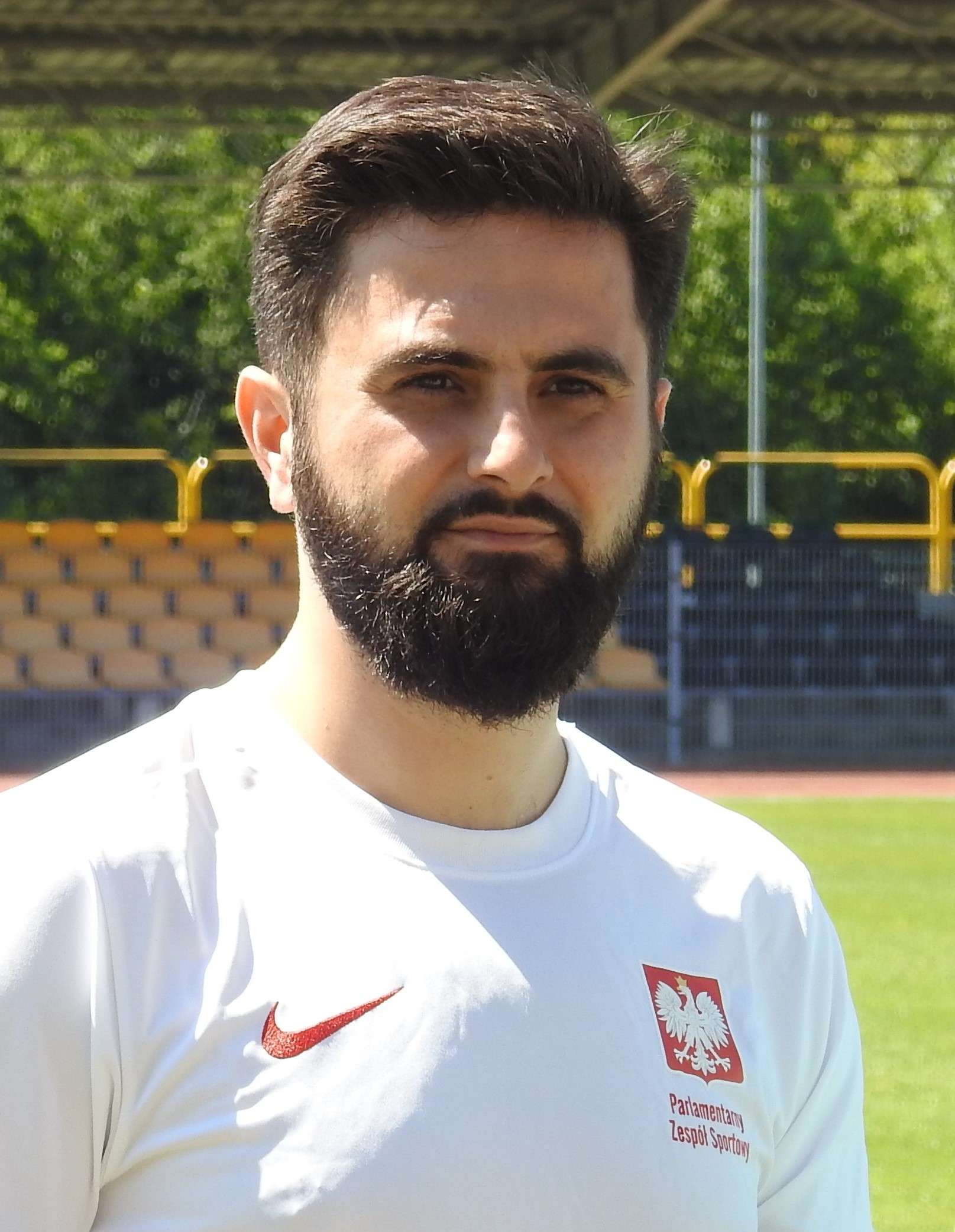
Norbert Kaczmarczyk w Busku-Zdroju (2023)

Norbert Jakub Kaczmarczyk (ur. 16 listopada 1989 w Proszowicach) – polski polityk, dziennikarz, rolnik i samorządowiec, poseł na Sejm VIII, IX i X kadencji, w latach 2021–2022 sekretarz stanu w Ministerstwie Rolnictwa i Rozwoju Wsi.

## Życiorys
Ukończył Policealne Studium Rolnicze w Zespole Szkół im. Emila Godlewskiego w Piotrkowicach Małych, następnie (w 2013) studia w zakresie politologii i komunikacji społecznej w Krakowskiej Akademii im. Andrzeja Frycza Modrzewskiego. Był reporterem TVP Kraków i współpracownikiem mediów lokalnych. Zajął się prowadzeniem rodzinnego gospodarstwa rolnego, został członkiem Małopolskiej Izby Rolniczej.
Współtworzył lokalne stowarzyszenie KPR Razem. Założyciel Fundacji Braterska Pomoc, prowadzącej działalność charytatywną i edukacyjną. W 2014 został wybrany do rady miejskiej Proszowic.
W wyborach parlamentarnych w 2015 kandydował do Sejmu w okręgu tarnowskim z pierwszego miejsca na liście komitetu wyborczego wyborców Kukiz’15, zorganizowanego przez Pawła Kukiza. Uzyskał mandat posła VIII kadencji, otrzymując 8926 głosów. W Sejmie został członkiem m.in. Komisji Ochrony Środowiska, Zasobów Naturalnych i Leśnictwa, Komisji Rolnictwa i Rozwoju Wsi, Komisji Administracji i Spraw Wewnętrznych oraz Komisji Edukacji, Nauki i Młodzieży. Otworzył biura poselskie w Tarnowie, Proszowicach, Szczucinie i Gliwicach. Od 2015 do 2017 był członkiem prezydium klubu poselskiego Kukiz’15.
W działalności publicznej zajął się głównie sprawami związanymi z rolnictwem. Działał na rzecz przyznania oszukanym w tzw. aferze tytoniowej rolnikom odszkodowań, do czego doszło w 2018. Autor koncepcji powołania instytucji rzecznika rolnika oraz inicjator prac nad wprowadzeniem dodatków do emerytur dla członków ochotniczych straży pożarnych.
W 2016 znalazł się w drugiej dziesiątce najbardziej pracowitych posłów według tygodnika „Wprost”, będąc w tym rankingu najwyżej klasyfikowanym posłem z województwa małopolskiego. Za działalność społeczną i charytatywną wyróżniany w plebiscycie „Osobowość Roku” organizowanym przez „Gazetę Krakowską” (2016 i 2017).
W 2019 bez powodzenia kandydował w wyborach do Parlamentu Europejskiego z 10. miejsca listy wyborczej swojego ugrupowania w okręgu małopolsko-świętokrzyskim, otrzymując 5350 głosów. W lipcu 2019 odszedł z klubu poselskiego Kukiz’15, przechodząc do KP Prawa i Sprawiedliwości.
W wyborach parlamentarnych w tym samym roku kandydował do Sejmu z 10. miejsca na liście Prawa i Sprawiedliwości w okręgu tarnowskim. Uzyskał mandat posła IX kadencji, otrzymując 12 164 głosy. Tuż po wyborach przystąpił do Solidarnej Polski (w 2023 przemianowanej na Suwerenną Polskę). W Sejmie IX kadencji dołączył do Klubu Parlamentarnego Prawa i Sprawiedliwości. Został ponownie członkiem Komisji Rolnictwa i Rozwoju Wsi, Komisji Administracji i Spraw Wewnętrznych oraz Komisji Edukacji, Nauki i Młodzieży. Otworzył biura poselskie w Tarnowie, Proszowicach, Szczucinie i Zakliczynie. Został też przewodniczącym Rolnego Zespołu Parlamentarnego oraz członkiem Podkomisji stałej do spraw bezpieczeństwa żywności i eliminowania nieuczciwych praktyk w obrocie żywnością. W grudniu 2019 powierzono mu zadanie budowy struktur Forum Młodych Solidarnej Polski.
W listopadzie 2021 powołany na stanowiska sekretarza stanu w Ministerstwie Rolnictwa i Rozwoju Wsi oraz pełnomocnika rządu ds. przetwórstwa i rozwoju rynków rolnych.
W sierpniu 2022 w kościele św. Anny w Bobinie zawarł związek małżeński z Dominiką. Jako prezent od brata otrzymał ciągnik rolniczy marki Deere & Company – moment ten został za wiedzą i zgodą uczestników utrwalony w formie materiału wideo, wykorzystanego później do promocji przedsiębiorstwa handlującego tymi maszynami. Po złożeniu przez polityków opozycji zawiadomienia do Centralnego Biura Antykorupcyjnego Norbert Kaczmarczyk zapewnił, że właścicielem ciągnika pozostaje jego brat, zaś przekazanie pojazdu „miało charakter symboliczny”, oznaczający zgodę na jego użytkowanie.
13 września 2022 został odwołany z funkcji rządowych. Powrócił do pracy w Sejmie, wchodząc w skład Komisji do Spraw Kontroli Państwowej, Komisji Obrony Narodowej oraz Komisji Rolnictwa i Rozwoju Wsi. W wyborach w 2023 ubiegał się o reelekcję z 10. miejsca okręgowej listy PiS; uzyskał mandat posła X kadencji, otrzymując 11 926 głosów. W Sejmie X kadencji ponownie został członkiem Komisji Rolnictwa i Rozwoju Wsi, objął też funkcje zastępcy przewodniczącego Komisji Kultury i Środków Przekazu oraz przewodniczącego Parlamentarnego Zespołu ds. Przetwórstwa i Rozwoju Rynków Rolnych. Rok po wyborach wraz z Suwerenną Polską przystąpił do PiS.

## Wyróżnienia
W 2022 otrzymał tytuł „Człowieka Roku” redakcji „Kurier Tarnowski”. W 2023 otrzymał Brązowy Medal „Za Zasługi dla Pożarnictwa”.